# Жук, Александр Иванович (лётчик)

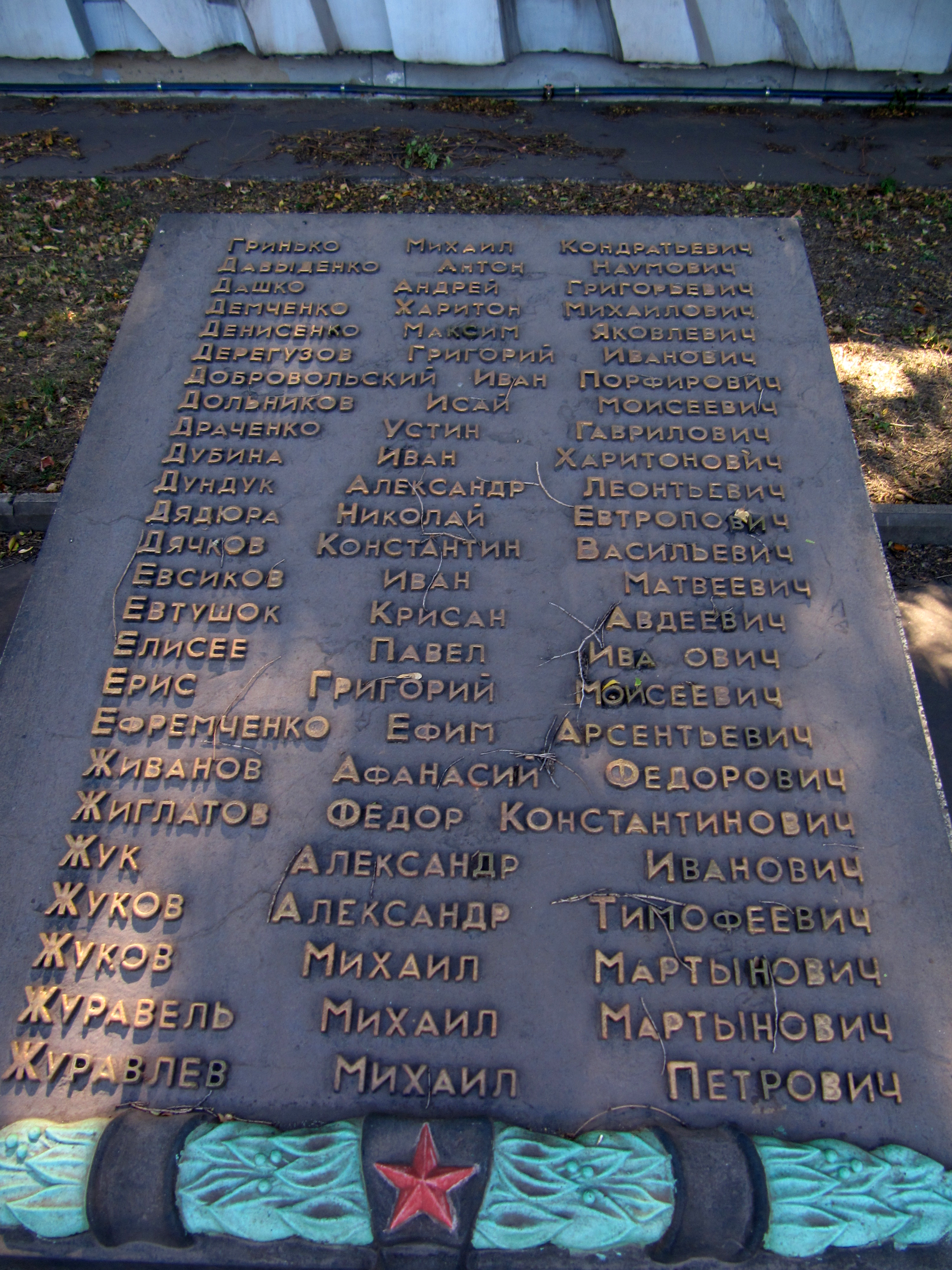
Имя на памятнике рабочим и служащим комбината «Криворожсталь», павшим на фронтах Великой Отечественной войны 1941—1945 годов

Александр Иванович Жук (2 августа 1919, Великоалександровка — 13 июля 1941, Бель-1, Могилёвская область) — советский военный лётчик, младший лейтенант, командир экипажа 60-го скоростного бомбардировочного авиационного полка. Совершил воздушный таран.

## Биография
Родился 2 августа 1919 года в селе Великоалександровка (ныне Казанковского района Николаевской области) в семье Ивана Фёдоровича и Прасковьи Васильевны. Украинец. Имел брата Ивана и сестру Марию.
В 1934 году окончил 7 классов школы и с семьёй переехал в город Кривой Рог. Окончил школу ФЗУ при заводе «Криворожсталь», поступил на работу электромонтажником в электроцех завода. Без отрыва от производства учится в планерной школе, а затем в криворожском аэроклубе, который окончил в 1937 году. По путёвке Дзержинского райкома ЛКСМУ города Кривой Рог направлен на учёбу в 1-ю Качинскую военную авиационную школу лётчиков. В феврале 1939 года окончил школу и направлен на службу в 60-й скоростной бомбардировочный полк (68-я авиабригада, Харьковский ВО, город Лебедин Сумской области).
Участник советско-финляндской войны 1939—1940 годов. Совершил 29 боевых вылетов на бомбардировку переднего края противника.
Участник Великой Отечественной войны с конца июня 1941 года. Младший лётчик, командир звена, командир экипажа 60-го скоростного бомбардировочного авиационного полка (11-я смешанная авиационная дивизия, Западный фронт) младший лейтенант. Совершил 20 боевых вылетов на самолёте СБ. 13 июля 1941 года в воздушном бою над посёлком Бель-1 Кричевского района Могилёвской области на бомбардировщике СБ сбил два фашистских самолёта, третий уничтожил тараном. В этом бою вместе со штурманом лейтенантом А. В. Гуменниковым погиб. С воинскими почестями похоронен в селе Бель-1 (по другим данным, в деревне Туровка) Кричевского района Могилёвской области.

## Награды
- Орден Красной Звезды (19 марта 1940);
- Орден Отечественной войны 1-й степени (посмертно).

## Память
- Обелиск на могиле;
- Памятная доска на электроремонтном цехе завода «Криворожсталь»[2], открытая 11 июля 1974 года;
- Имя на памятнике рабочим и служащим комбината «Криворожсталь», павшим на фронтах Великой Отечественной войны 1941—1945 годов.